# Delaware (Iowa)
Pour les articles homonymes, voir Delaware (homonymie).
Delaware est une ville du comté de Delaware, en Iowa, aux États-Unis. Elle est incorporée le 22 juillet 1815.

## Source de la traduction
- (en) Cet article est partiellement ou en totalité issu de l’article de Wikipédia en anglais intitulé « Delaware, Iowa » (voir la liste des auteurs).